# Fūjin
Fūjin (風神 (Phong Thần)) hay Fūten (風天 (Phong thiên)) là vị thần gió của Nhật Bản và là một trong những vị thần Shinto lâu đời nhất. Vị thần được miêu tả là một con quỷ phù thủy đáng sợ, giống như một con người tóc đỏ, da xanh mặc áo da báo, mang một túi gió lớn trên vai. Trong nghệ thuật Nhật Bản, vị thần thường được miêu tả cùng với Raijin là thần sấm chớp, sấm sét và bão tố.